# Сад имени Хагани
Сад имени Хагани (азерб. Xaqani bağı), более известный как Молоканский сад (азерб. Malakan bağı), — один из старейших парков города Баку, столицы Азербайджана. Небольшой по площади (1,4 га). Расположен в Сабаилском районе города. Носит имя уроженца Шемахи, средневекового персидского поэта Хагани Ширвани. С южной стороны сад ограничен улицей Узеира Гаджибекова, с северной стороны — улицей Хагани, с восточной — улицей Гоголя, с западной — улицей Расула Рзы.

## Описание
Основу архитектурно-ландшафтной композиции сада составляет бассейн криволинейной формы, со скульптурной группой «Три грации», представлявшей собой три скульптуры грациозных девушек.  В качестве пьедестала для них служат крупные глыбы естественного камня.
Колонны садового павильона начинаются с водного бассейна. Дорожки сада трассированы таким образом, что пронизывают его пространство по диагонали и проходят рядом с центрально расположенным бассейном. 
Хотя сад по своим размерам очень мал (примерно 0,8 га), он достаточно уютен и является любимым местом отдыха многих бакинцев. Зеленая масса сада расположена так, что создает большие тенистые зоны, где располагаются скамейки для отдыха. 
Среди деревьев встречаются подлески из кустарников и цветники.

## История

### Первая половина XIX — начало XX века

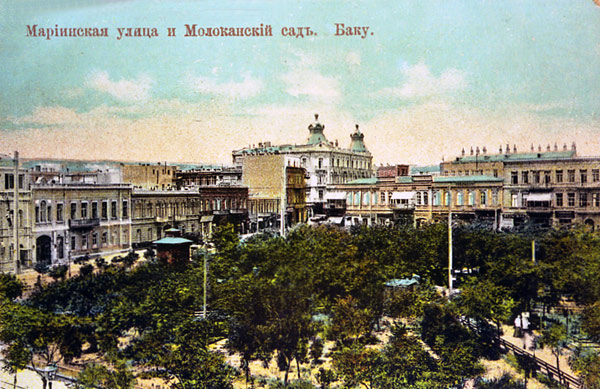
Молоканский сад на почтовой открытке Российской империи

Во второй половине XIX века, когда начали интенсивно развиваться нефтяная и связанная с ней отрасли промышленности, жилые районы Баку в северо-восточной части крепости Ичери-шехер (исторический район города Баку) уже составляли значительный процент от общегородской застройки. В 1860-х годах в сфере влияния форштадта возникла Молоканская слободка. В связи с застройкой центральных кварталов Молоканская слободка с её извозными дворами и конюшнями была снесена, а молокане были переселены в новый район Завокзалья, где создали новую молоканскую извозчичью слободку. 
На месте снесённой слободки был разбит Мариинский сквер. Сквер создавался в начале 1870-х годов в непосредственном соседстве с богатыми жилыми кварталами. Сквер находился в Приморском районе, одном из центральных районов города. Окружающие сквер кварталы придавали ему замкнутый характер.

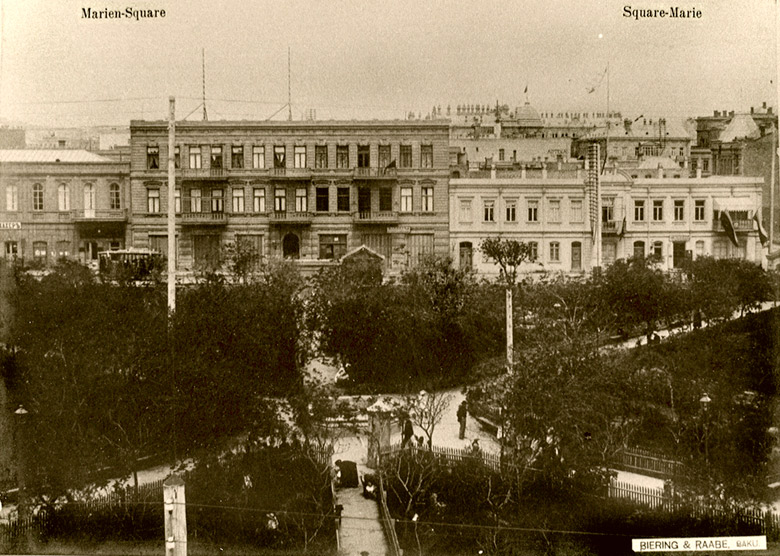
Мариинский сквер в 1915 году

Создание и проектирование сквера сопровождались многими трудностями, которые прежде всего возникали из-за плохого снабжения водой. Также отсутствовало внимание к этому скверу со стороны городского садовода, членов Бакинской городской управы и Бакинской городской думы.
Об этом в газете «Каспий» сообщалось следующее:
Баку не может похвастаться обилием зелени, а потому подобное индифферентное отношение к саду… более чем преступно.
В конце 1890-х годов была осуществлена посадка новых деревьев. Она производилась в соответствии со сложившейся планировочной структурой сквера. План сквера по очертанию был квадратный. Композиция плана строилась на основе диагонально расположенных аллей. В центре пересечения аллей находился бассейн с фонтаном. Ряд деревьев размещался по периметру сквера, что позволило создать дополнительную обходную аллею сквера и тем самым повысить визуальные и функциональные качества озеленённого участка.

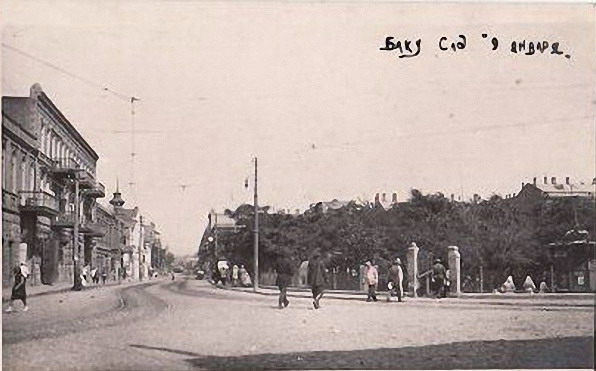
Сад «9 января» в 1925 году

В начале XX века возникла необходимость перепланировки Мариинского сквера, поскольку, как отмечал главный садовод А. Е. Васильев, «город задался целью устройства общественных садов, а в последнее время даже и Ривьер». 
В 1904 году на основе изучения ситуации, Васильевым был составлен проект переустройства Мариинского сквера. Проект предусматривал расширение аллей и посадку устойчивых к жаркому климату пород деревьев. Для достижения большей художественной выразительности сквера планировалась замена существующей растительности деревьями с высокими декоративными качествами. Также предполагалось осторожное вкрапление малых архитектурных форм. Однако, этот проект так и не был воплощен в жизнь.

### Последующая история
После установления советской власти сад был переименован в «Сад 9 января» (в память о кровавом воскресении 1905 года). После Великой Отечественной войны сад был дважды реконструирован. Следует отметить малые архитектурные формы — световые фонари, газетный киоск, домик-кормушка для голубей и другие элементы ландшафтного дизайна.
Позднее саду было присвоено имя Гашима Алиева. После обретения независимости сад был переименован в честь Хагани.

## Современный период
Первоначально сад занимал 0,8 гектар. В 2024 году территория сада была расширена. Были ликвидированы автомобильные дороги на улицах Расула Рзы, Гоголя и Хагани. Вместо них создана пешеходная зона. Создана детская развлекательная зона.
На сентябрь 2024 года общая площадь сада — 1,4 гектар.

## Галерея

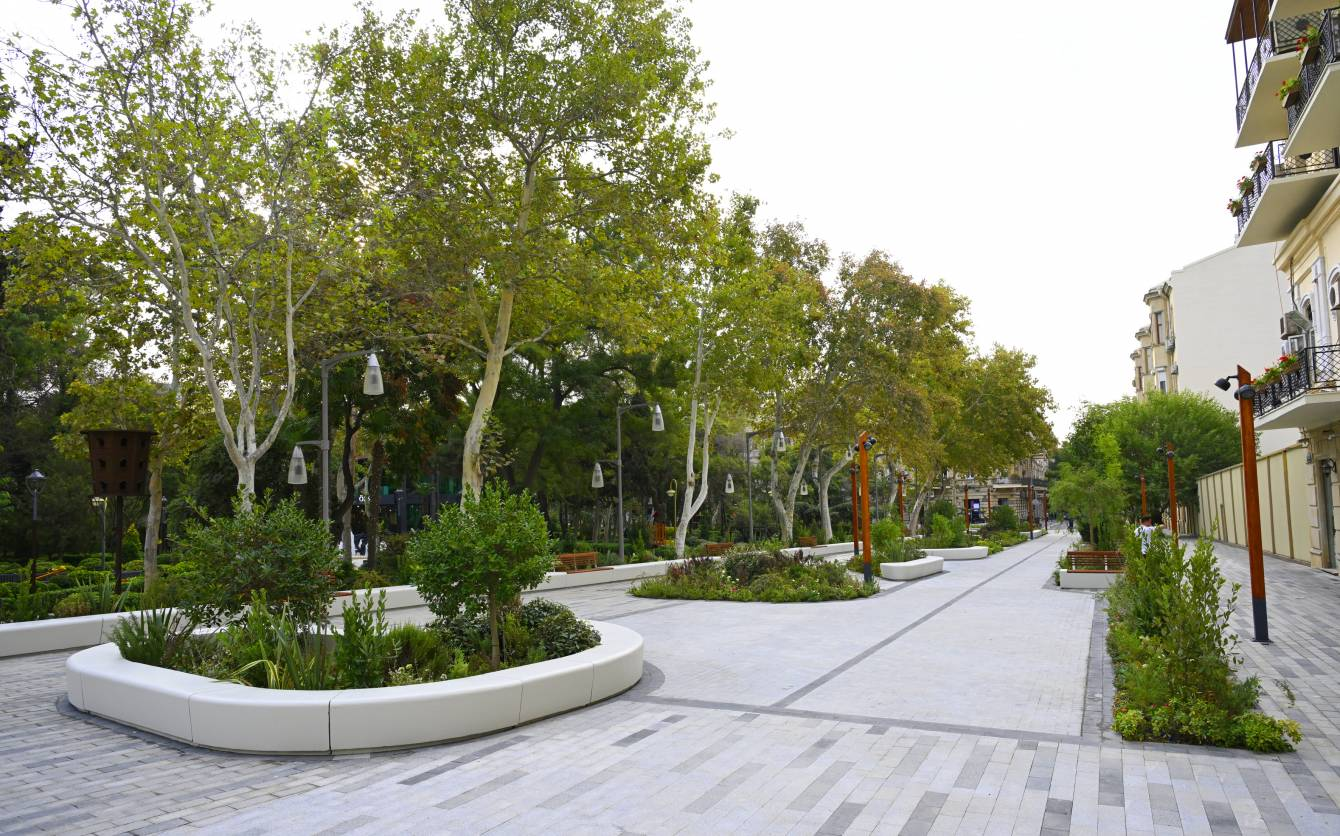
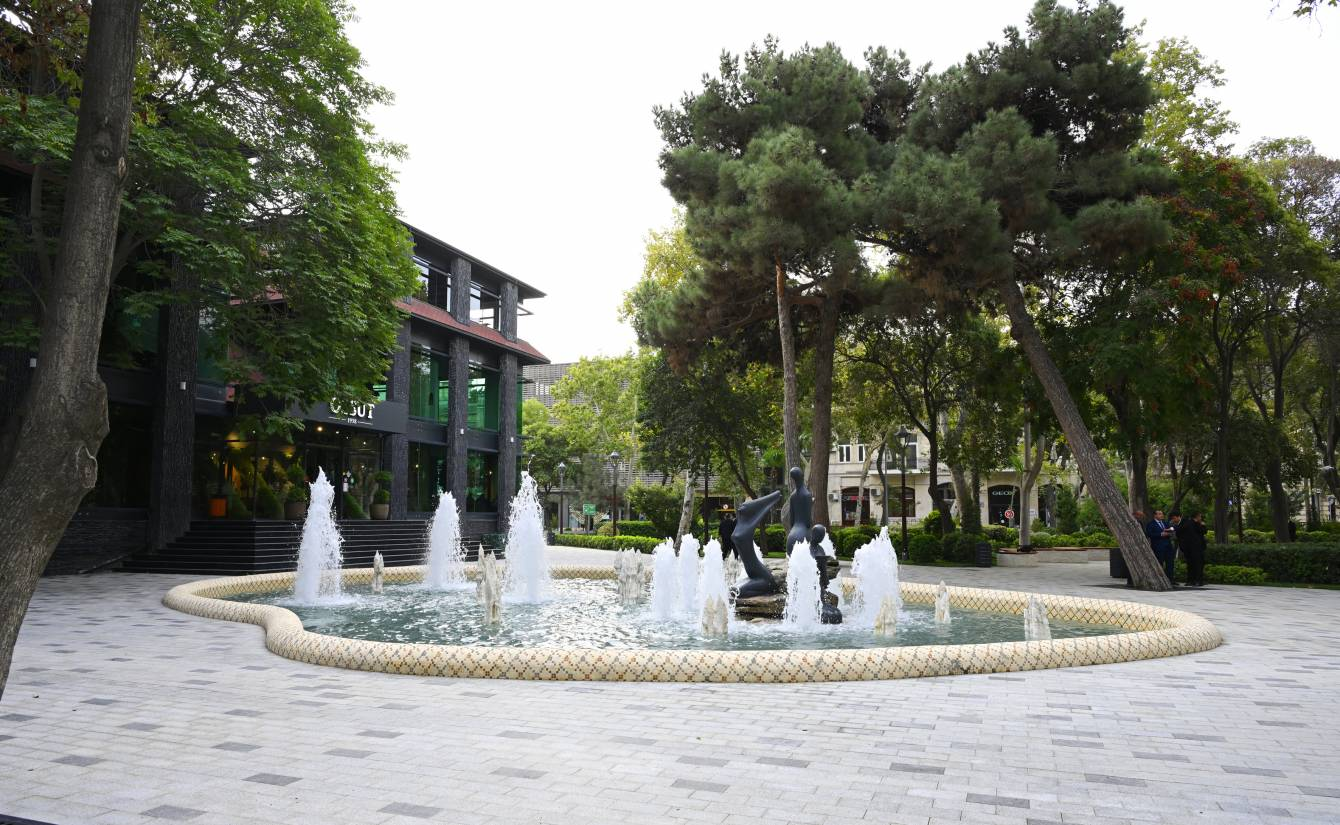
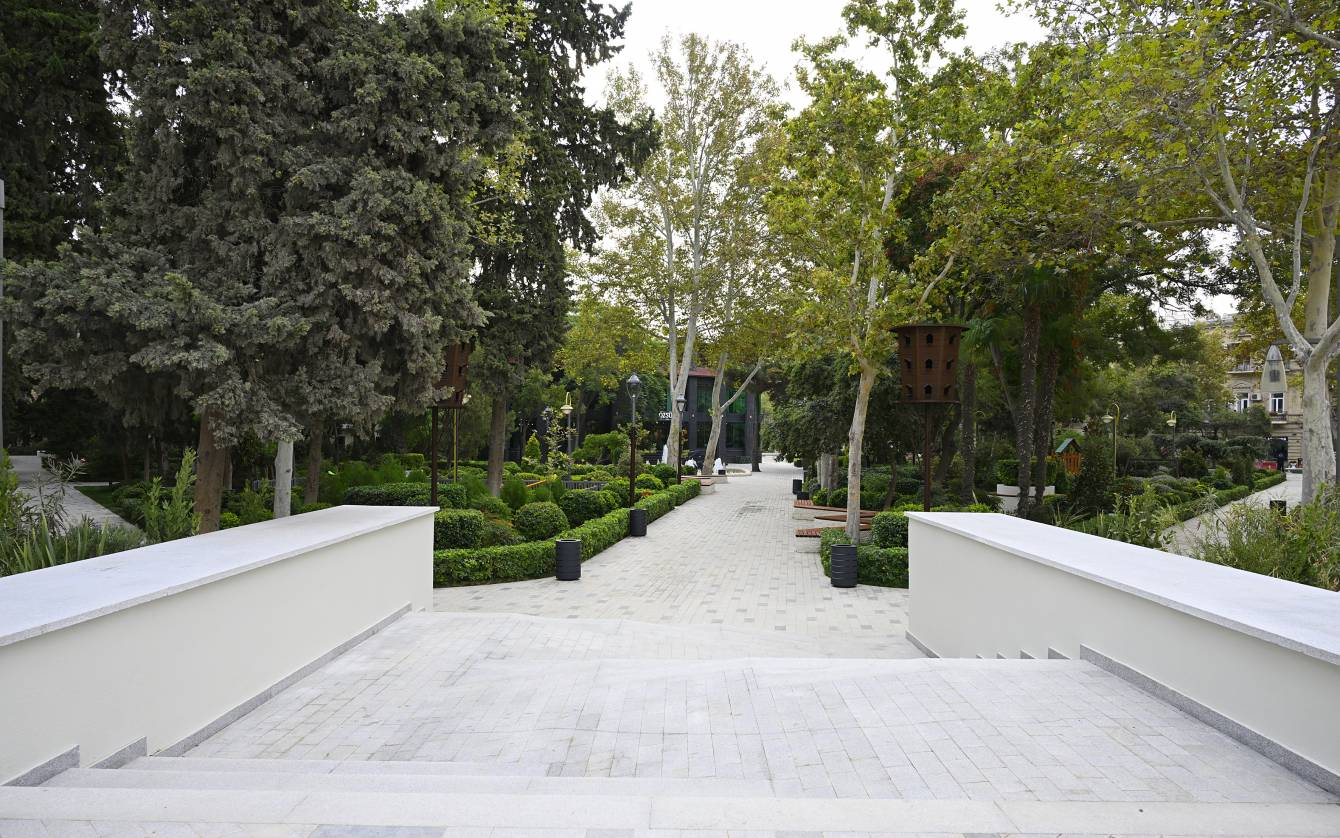
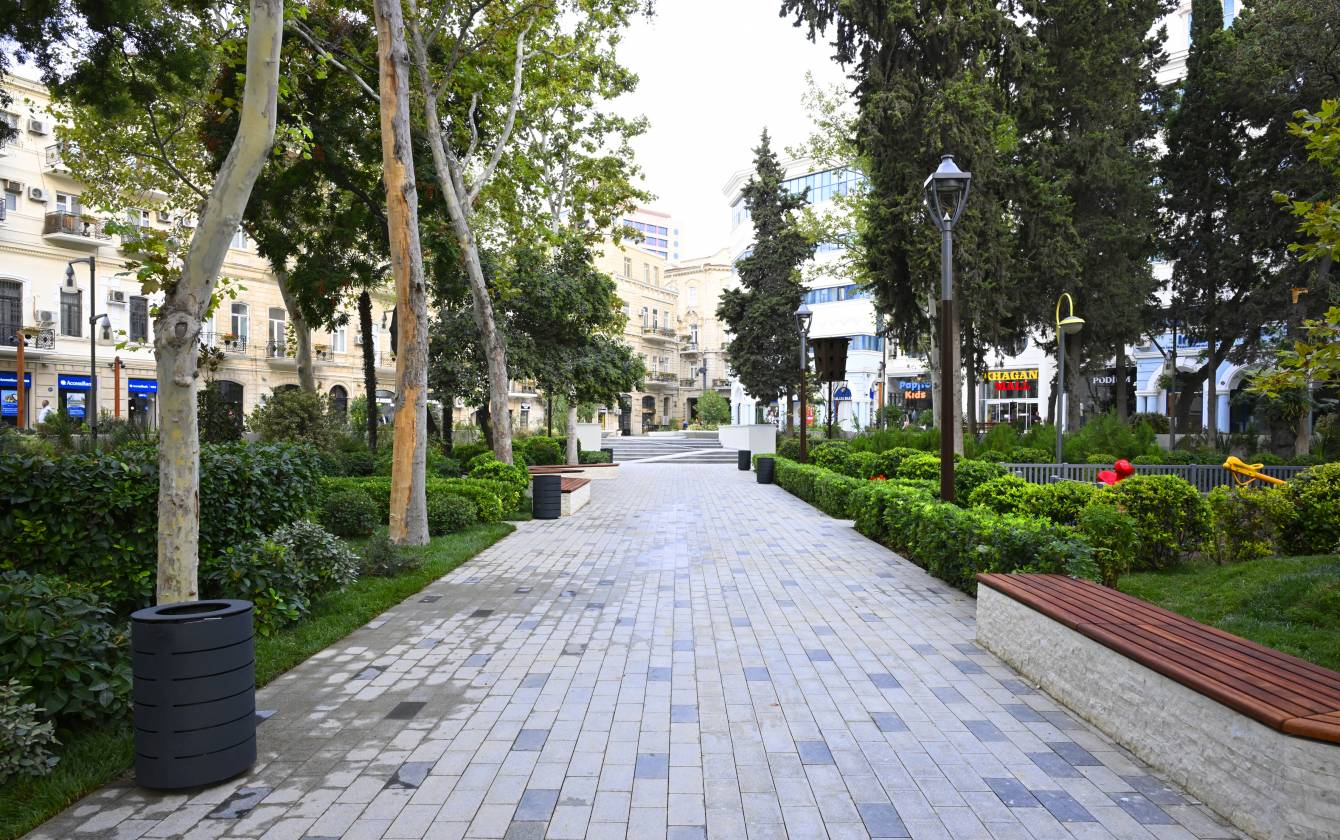